# Khums
El khums (de l'àrab خمس, ẖums, literalment ‘cinquè’) significa, en la terminologia legal islàmica, «una cinquena part de certs elements que una persona adquireix de riquesa i que ha de ser pagat com a impost islàmic». Es tracta d'un impost del 20% del benefici excedent que guanya la persona anualment. Al final de cada any financer de la persona, aquesta ha de pagar el 20% de tots els seus guanys després de restar les despeses de la llar i comercials. Aquest impost té per objectiu una distribució equitativa de la riquesa entre la gent, controlat pel govern.

## Khumsa l'Alcorà
La paraula khums apareix una sola vegada a l'Alcorà, a la sura Al-Anfal, aleia 41: «Heu de saber que si obteniu cap botí, la cinquena part és per a Al·là, per a l'enviat [Muhàmmad] i familiars seus, per als pobres i orfes, per als viatgers que serveixen Déu, si teniu fe en Al·là, Déu, i en el que Nós hem revelat, hem fet baixar del cel, al Nostre servidor [Muhàmmad] el dia del criteri sant, de l'Alcorà, el dia en què es van trobar els dos exèrcits [a Badr].»[Alcorà 8:41 (traduït per Míkel de Epalza)]

## Pensament sunnita
Els sunnites generalment creuen que aquest versicle solament es refereix al benefici que els musulmans obtenen quan guanyen una guerra (és a dir, el botí, en àrab la ghanima.
Els alfaquís o juristes sunnites estan d'acord que els guanys de la guerra es divideixen entre els combatents a excepció del khums o cinquè del botí.
En algunes narracions s'esmenta que el Profeta va prescriure el khums sobre qualsevol tipus de guany. És així que quan es va presentar davant ell una comitiva del clan de Abd-al-Qais i li van dir: «Entre tu i nosaltres es troben els idòlatres, i nosaltres no podem venir a veure't sinó en els mesos sagrats. Així doncs, ordena'ns una sèrie d'assumptes per mitjà dels quals ingressem al Paradís si actuem sobre la base d'ells, i exhortem amb els mateixos als qui es troben després de nosaltres». El profeta va respondre: «Us ordeno quatre coses i us en prohibeixo altres quatre: testimoniar que no hi ha divinitat més que Déu, realitzar l'oració, donar el zakat, i donar el cinquè del guanyat en el botí…».

## Pensament xiïta
Des del punt de vista del Xiisme, la ghanima és el benefici que queda d'invertir un capital i per qualsevol cosa que s'usa. A més a més, donar el khums és obligatori a tots els musulmans.
D'acord amb la jurisprudència xiïta imamita, la meitat del khums pertany al dotzè Imam, el darrer imam de la família del Profeta i el seu successor; i l'altra meitat als descendents («sàyyids») pobres de la família haiximita. El khums ha de ser gastat sota la supervisió d'una autoritat religiosa xiïta (Marja Taqlid), és a dir, el jurisconsult religiós que un segueix en els assumptes de la pràctica religiosa. Això és per assegurar-se que és gastat d'una manera que complagui a l'imam mahdí. La part que pertany a l'imam generalment és invertida en seminaris islàmics i altres projectes educatius com la publicació de llibres profitosos o la construcció de Mesquites i escoles.
El vuitè Imam dels xiïtes, Alí ar-Ridà, en ser preguntat sobre el khums va respondre: «El khums és obligatori en cada cosa que tingui lucre per a la gent, de poc o molt.»

### Tipus de béns sotmesos alkhums
Segons la creença del xiïta, 7 coses tenen khums i caldria pagar el cinquè de cadascun d'aquests.
1. Lucre i els beneficis del treball
2. Arsenal
3. Tresor
4. Riquesa lícita que barrejada amb riquesa il·lícita
5. Joia guanyada per bussejar, en mar
6. Botí (el que es guanya per guerra)
7. La terra que és al país musulmà i és comprada pels que tenen llibres divins i sants (cristians, jueus, zoroastrians)

### L'ús delkhums
Des del punt de vista xiïta el khums ha de dividir-se en dues parts:
1. Una part pertany als descendents del Profetaper tal que la reparteixin entre orfes i aquells que s'han quedat sense diners, encara que no siguin pobres.

1. L'altra part pertany a l'imam infal·lible. A l'època contemporània, s'ha de lliurar al mújtahid més savi o bé gastar-se en altres necessitats, sempre que hi hagi l'autorització del mújtahid més savi.[7]